# Rodeo (Nuevo México)
Rodeo es un lugar designado por el censo ubicado en el condado de Hidalgo en el estado estadounidense de Nuevo México. En el Censo de 2010 tenía una población de 101 habitantes y una densidad poblacional de 4,76 personas por km².

## Geografía
Rodeo se encuentra ubicado en las coordenadas 31°50′23″N 109°1′36″O / 31.83972, -109.02667. Según la Oficina del Censo de los Estados Unidos, Rodeo tiene una superficie total de 21.21 km², de la cual 21.21 km² corresponden a tierra firme y (0%) 0 km² es agua.

## Demografía
Según el censo de 2010, había 101 personas residiendo en Rodeo. La densidad de población era de 4,76 hab./km². De los 101 habitantes, Rodeo estaba compuesto por el 83.17% blancos, el 0% eran afroamericanos, el 3.96% eran amerindios, el 2.97% eran asiáticos, el 0% eran isleños del Pacífico, el 5.94% eran de otras razas y el 3.96% pertenecían a dos o más razas. Del total de la población el 23.76% eran hispanos o latinos de cualquier raza.